# NGC 4786
NGC 4786 est une galaxie elliptique située dans la constellation de la Vierge. Sa vitesse par rapport au fond diffus cosmologique est de 4 861 ± 28 km/s, ce qui correspond à une distance de Hubble de 71,7 ± 5,0 Mpc (∼234 millions d'al). NGC 4786 a été découverte par l'astronome germano-britannique William Herschel en 1784.
À ce jour, huit mesures non basées sur le décalage vers le rouge (redshift) donnent une distance de 63,050 ± 26,489 Mpc (∼206 millions d'al), ce qui est à l'intérieur des valeurs de la distance de Hubble. Notons cependant que c'est avec la valeur moyenne des mesures indépendantes, lorsqu'elles existent, que la base de données NASA/IPAC calcule le diamètre d'une galaxie et qu'en conséquence le diamètre de NGC 4786 pourrait être d'environ 33,8 kpc (∼110 000 al) si on utilisait la distance de Hubble pour le calculer.

## Supernova
La supernova SN 2002cf a été découverte dans NGC 4786 le 13 avril 2002 par B. Beutler et W. D. Li de l'université de Californie à Berkeley dans le cadre du programme LOTOSS de l'observatoire Lick. Cette supernova était de type Ia.